# Délegyháza
Délegyháza es un pueblo húngaro perteneciente al distrito de Szigetszentmiklós, condado de Pest.

## Superficie
Cuenta con una superficie de 25,60 km².

## Demografía
Hasta 2024 la población era de 5900 habitantes, con una densidad de población de 230,46 hab/km².
| Gráfica de evolución demográfica de Délegyháza entre 2020 y 2024 |
|                                                                  |
| Datos según la Oficina Central de Estadística de Hungría.        |